# Бойштя-де-Жос
Бойштя-де-Жос (рум. Boiștea de Jos) — село у повіті Бакеу в Румунії. Входить до складу комуни Коцофенешть.
Село розташоване на відстані 205 км на північ від Бухареста, 43 км на південь від Бакеу, 118 км на південний захід від Ясс, 116 км на північний захід від Галаца, 121 км на північний схід від Брашова.

## Населення
За даними перепису населення 2002 року у селі проживали 29 осіб, усі — румуни. Усі жителі села рідною мовою назвали румунську.